# 拉赫瓦利夫卡
50°58′45″N 29°25′57″E / 50.97917°N 29.43250°E
拉赫瓦利夫卡（烏克蘭語：Рахвалівка）是位於烏克蘭北部的村莊，由基辅州维什霍罗德区的伊萬基夫市鎮負責管轄。該村面積0.4平方公里，海拔高度166米，2001年人口52，人口密度每平方公里130人。